# Horná Ves (Žiar nad Hronom)
Horná Ves é um município da Eslováquia, situado no distrito de Žiar nad Hronom, na região de Banská Bystrica. Tem 3,66 km² de área e sua população em 2018 foi estimada em 693 habitantes.

## Demografia
| Ano:        | 1994 | 2004 | 2014   | 2024   |
| ----------- | ---- | ---- | ------ | ------ |
| Broj ljudi: | 0    | 739  | 711    | 642    |
| Razlika:    |      | –    | -3,78% | -9,70% |

| Ano:               | 2023 | 2024   |
| ------------------ | ---- | ------ |
| Número de pessoas: | 656  | 642    |
| Diferença:         |      | -2,13% |